# Giovannuccio Pasquali
Giovannuccio Pasquali (falecido em 1471) foi um prelado católico romano que serviu como bispo de Nusco (1446–1471).

## Biografia
Giovannuccio Pasquali foi ordenado sacerdote na Ordem dos Frades Menores. Em 1446, foi nomeado pelo Papa Eugênio IV como Bispo de Nusco. Serviu como Bispo de Nusco até à sua morte em 1474.